# La Chapelle-Saint-Ursin
La Chapelle-Saint-Ursin là một xã thuộc tỉnh Cher trong vùng Centre-Val de Loire miền trung Pháp.

## Dân số
| 1962                                | 1968 | 1975 | 1982 | 1990 | 1999 | 2006 |
| ----------------------------------- | ---- | ---- | ---- | ---- | ---- | ---- |
| 859                                 | 1326 | 1953 | 2430 | 2890 | 3193 | 3206 |
| Từ năm 1962 Dân số không tính trùng |      |      |      |      |      |      |